# Club Baloncesto Lucentum Alicante
O Club Baloncesto Lucentum Alicante foi um clube profissional de basquetebol situado na cidade de Alicante, Comunidade Valenciana, Espanha.

## Temporada por Temporada
| Temporada | Nível | Divisão     | Pos. | Pós Temporada            | TR    | PL    | Copa del Rey     | Copas domésticas | Copas domésticas | Competições Européias | Competições Européias | Competições Européias |
| --------- | ----- | ----------- | ---- | ------------------------ | ----- | ----- | ---------------- | ---------------- | ---------------- | --------------------- | --------------------- | --------------------- |
| 1994–95   | 2     | Liga EBA    | 4    | Semifinalista            | 17–9  | 7–5   | –                | –                | –                | –                     | –                     | –                     |
| 1995–96   | 2     | Liga EBA    | 11   | Playoffs de Rebaixamento | 12–18 | 3–2   | –                | –                | –                | –                     | –                     | –                     |
| 1996–97   | 2     | LEB Ouro    | 8    | Quartas de Final         | 15–11 | 4–5   | –                | –                | –                | –                     | –                     | –                     |
| 1997–98   | 2     | LEB Ouro    | 7    | Quartas de Final         | 11–13 | 4–4   | –                | –                | –                | –                     | –                     | –                     |
| 1998–99   | 2     | LEB         | 11   | Oitavas de Final         | 10–16 | 2–3   | –                | Copa Príncipe    | QF               | –                     | –                     | –                     |
| 1999–00   | 2     | LEB Ouro    | 1    | Promovido                | 22–8  | 8–4   | –                | Copa Príncipe    | QF               | –                     | –                     | –                     |
| 2000–01   | 1     | Liga ACB    | 17   | Rebaixado                | 9–25  | –     | –                | –                | –                | –                     | –                     | –                     |
| 2001–02   | 2     | LEB Ouro    | 1    | Promovido                | 20–10 | 7–1–2 | –                | Copa Príncipe    | C                | –                     | –                     | –                     |
| 2002–03   | 1     | Liga ACB    | 8    | Quartas de Finais        | 18–16 | 1–3   | –                | –                | –                | –                     | –                     | –                     |
| 2003–04   | 1     | Liga ACB    | 14   | –                        | 14–20 | –     | –                | –                | –                | 2 ULEB Cup            | TR                    | 3–7                   |
| 2004–05   | 1     | Liga ACB    | 6    | Quartas de Final         | 23–11 | 2–3   | Quartas de Final | –                | –                | –                     | –                     | –                     |
| 2005–06   | 1     | Liga ACB    | 12   | –                        | 14–20 | –     | –                | –                | –                | 2 ULEB Cup            | 8as                   | 6–6                   |
| 2006–07   | 1     | Liga ACB    | 17   | Rebaixado                | 12–22 | –     | –                | –                | –                | –                     | –                     | –                     |
| 2007–08   | 2     | LEB Ouro    | 4    | Semifinalista            | 24–10 | 2–2   | –                | Copa Príncipe    | VC               | –                     | –                     | –                     |
| 2008–09   | 2     | LEB Ouro    | 2    | Promovido                | 25–9  | 4–1   | –                | Copa Príncipe    | C                | –                     | –                     | –                     |
| 2009–10   | 1     | Liga ACB    | 15   | –                        | 13–21 | –     | –                | –                | –                | –                     | –                     | –                     |
| 2010–11   | 1     | Liga ACB    | 16   | –                        | 9–25  | –     | –                | –                | –                | –                     | –                     | –                     |
| 2011–12   | 1     | Liga ACB    | 8    | Quartas de Final         | 18–16 | 0–2   | Quartas de Final | –                | –                | –                     | –                     | –                     |
| 2012–13   | 2     | LEB Ouro    | 2    | Promovido                | 18–8  | 9–3   | –                | –                | –                | –                     | –                     | –                     |
| 2013–14   | 5     | 1ª División | 1    | Promovido                | 21–1  | 6–0   | –                | –                | –                | –                     | –                     | –                     |
| 2014–15   | 3     | LEB Prata   | 5    | -                        | 18-10 | 3-4   | –                | –                | –                | –                     | –                     | –                     |
| 2015-16   | 3     | LEB Prata   | 4    | -                        | 16-10 | 0-2   | -                |                  |                  |                       |                       |                       |

## Jogadores Notáveis
- Lucio Angulo
- José Manuel Calderón
- Juan Ignacio Sánchez
- Pablo Prigioni
- Andy Rautins
- Mindaugas Katelynas
- Martynas Andriuškevičius
- Velimir Perasović
- Vule Avdalović
- Lou Roe
- Kyle Singler
- Serkan Erdoğan